# Eduard Fernández
Eduardo Fernández Serrano (Barcelona, 25 de agosto de 1964) es un actor español.

## Biografía
Nacido en Barcelona, tiene raíces en el municipio de Barbadillo del Mercado (provincia de Burgos), de donde procedía su madre. Ha combinado trabajos en teatro, cine y televisión, y se ha ganado un creciente reconocimiento y popularidad en las tres facetas, convirtiéndose en uno de los actores españoles más premiados e interpretando una amplia variedad de registros, desde perdedores (Smoking room) hasta arribistas (El método), antihéroes introvertidos (Sebastián Copons en Alatriste),  inquietantes y modernos Mefistófeles (Fausto 5.0) o fríos y amenazantes villanos (4 días).
Su carrera teatral ha corrido de la mano de Els Joglars, La Fura dels Baus o Lluís Pasqual y, tras el salto al cine con su alabada interpretación en Los lobos de Washington, de directores como Gonzalo Suárez, Mariano Barroso y Fernando Trueba, entre otros.
Entre sus galardones destacan cuatro premios Goya: dos como mejor actor por Fausto 5.0 (con dirección de La Fura dels Baus y guion de Fernando León de Aranoa) y por Marco; y dos como mejor actor de reparto por En la ciudad y Mientras dure la guerra.

## Trayectoria
Comenzó estudiando mimo en el Instituto del Teatro y trabajando en diversos locales de Barcelona como el Cabaret Llantiol para, tras unas pruebas en La Cúpula —cuartel general de Els Joglars— incorporarse a esta compañía con la que trabaja durante cuatro años, interpretando obras como Columbi Lapsus, o Yo tengo un tío en América, con la que Els Joglars festejó en 1992 su trigésimo aniversario. En el Teatre Lliure trabajó a las órdenes de Calixto Bieito y Lluís Pasqual en diversos clásicos de Shakespeare y Molière, que compaginó con repertorio moderno (Krampack”).
Debutó en la pantalla interpretando a dos hermanos gemelos en Zapping. El éxito de Los lobos de Washington en 1999 reorientó su carrera hacia el cine, alternando el cortometraje con las producciones de gran presupuesto como Alatriste, o adaptaciones (El método) de obras teatrales de éxito (El método Grönholm), consiguiendo que sus personajes, incluso los concebidos como secundarios, no pasen nunca desapercibidos.[cita requerida]

## Filmografía

### Largometrajes

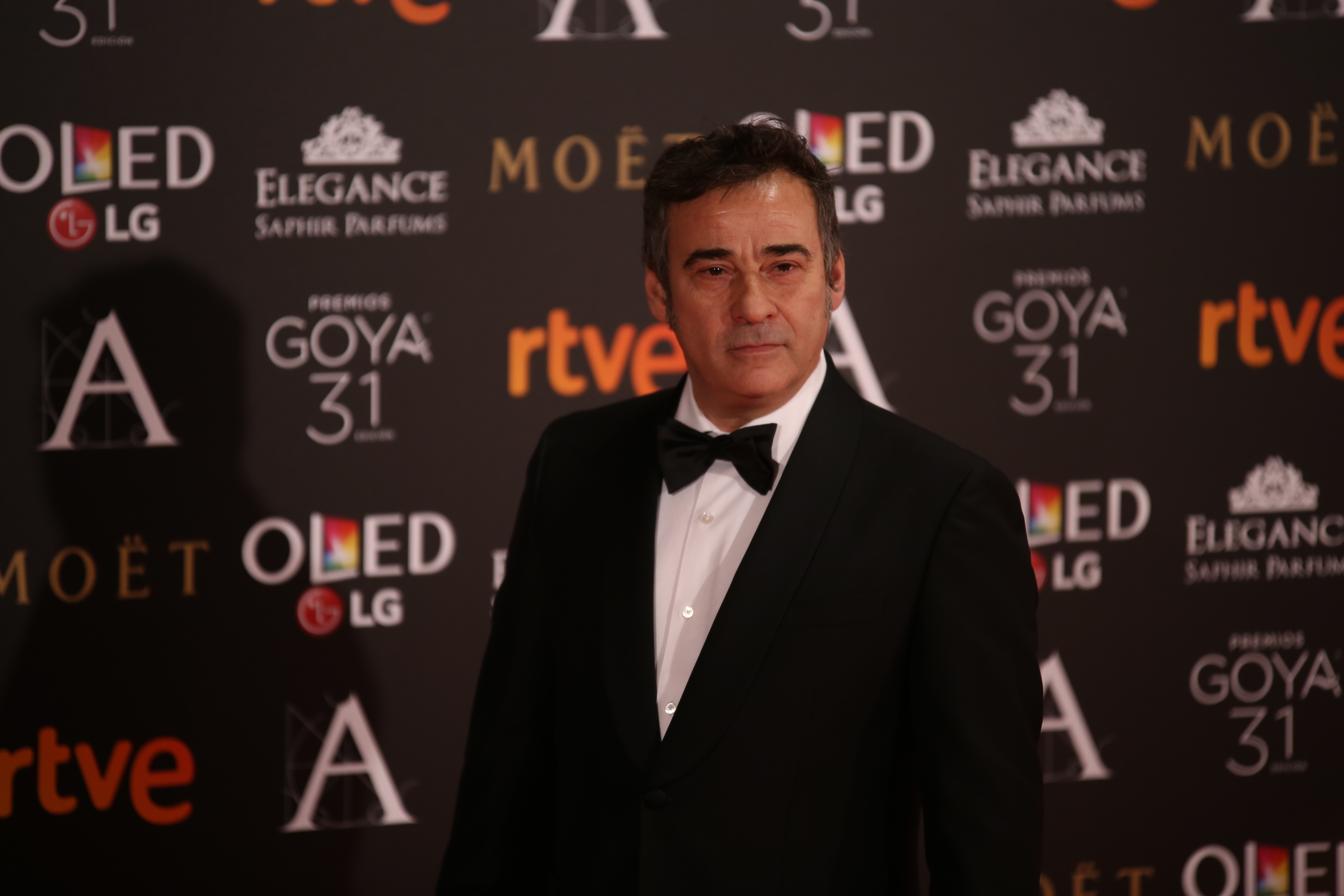
Eduard Fernández en los Premios Goya de 2017.

- Marco, la verdad inventada (Aitor Arregi y Jon Garaño), 2024
- El 47 (Marcel Barrena), 2024
- Los renglones torcidos de Dios (Oriol Paulo), 2022
- Mediterráneo (Marcel Barrena), 2021
- La hija de un ladrón (Belén Funes), 2019
- Mientras dure la guerra (Alejandro Amenábar), 2019
- Todos lo saben (Asghar Farhadi), 2018
- Perfectos desconocidos (Álex de la Iglesia), 2017
- 1898: Los últimos de Filipinas (Salvador Calvo), 2016
- El hombre de las mil caras (Alberto Rodríguez), 2016
- La noche que mi madre mató a mi padre (Inés París), 2016
- Lejos del mar (Imanol Uribe), 2015
- Felices 140 (Gracia Querejeta), 2015
- Due uomini, quattro donne e una mucca depressa, 2015
- Marsella (Belén Macías), 2014
- El niño (Daniel Monzón), 2014
- Todas las mujeres (Mariano Barroso), 2013
- The Pelayos (Eduard Cortés), 2012
- Una pistola en cada mano (Cesc Gay), 2012
- La piel que habito (Pedro Almodóvar), 2011
- La princesa de Éboli (2010) (Belén Macías)
- Pa Negre (Agustí Villaronga), 2010
- Biutiful (Alejandro González Iñárritu), 2010
- Tres días con la familia (Mar Coll), 2009
- Luna caliente (Vicente Aranda), 2009
- Amores locos (Beda Docampo), 2009
- 3 días (Francisco Javier Gutiérrez, 2008).
- Alatriste (Agustín Díaz Yanes, 2006).
- Ficción (Cesc Gay, 2006).
- Obaba (Montxo Armendáriz, 2005).
- El método (Marcelo Piñeyro, 2005).
- Hormigas en la boca (Mariano Barroso, 2005).
- Cosas que hacen que la vida valga la pena (Manuel Gómez Pereira, 2004).
- El misterio Galíndez (Gerardo Herrero, 2003).
- En la ciudad (Cesc Gay, 2003).
- El embrujo de Shanghai (Fernando Trueba, 2002).
- Smoking Room (Roger Gual y Julio D. Wallovits, 2002)
- Son de mar (Bigas Luna, 2001).
- Fausto 5.0 (Àlex Ollé y Carlos Pradissa -La Fura dels Baus-, 2001)
- La voz de su amo (Emilio Martínez Lázaro, 2001)
- El portero (Gonzalo Suárez, 2000)
- Los lobos de Washington (Mariano Barroso, 1999)
- Zapping (Juan Manuel Chumilla, 1999).
- Ovidi, el making of de la pel·lícula que mai es va fer (Vicent Tamarit, 2016)

### Teatro
- Panorama desde el puente (Arthur Miller) – Dir. George Lavaudant
- Hamlet (William Shakespeare) – Teatro Arriaga – Dir. Lluís Pasqual
- La tempestad (William Shakespeare) – Teatro Arriaga – Dir. Lluís Pasqual
- Suzuki I i II (Alexei Txipenko) – Teatre Lliure – Dir. Àlex Rigola
- Tot esperant Godot (Samuel Beckett) - Teatre Lliure - Dir. Lluís Pasqual
- La tempestad (William Shakespeare) - Teatre Lliure - Dir. Calixto Bieito
- La serventa amorosa (Goldoni) - Teatre Lliure - Dir. A. García Valdés
- Retorno al hogar (Pinter) - Sala Olimpia - Dir. María Ruiz
- Lear o la actriu - Teatre Lliure - Dir. A. García Valdés
- L’Amfitrió (Molière) - Teatre Lliure - Dir. Calixto Bieito
- El rei Joan (William Shakespeare) - Dir. Calixto Bieito
- Krámpack (Jordi Sánchez) - Dir. J. M. Mestres
- Roberto Zucco (Bernard-Marie Koltès) - Teatre Lliure - Dir. Lluís Pasqual
- Yo tengo un tío en América - Els Joglars - Dir. Albert Boadella
- Columbi Lapsus - Els Joglars - Dir. Albert Boadella
- Tira´t de la moto - Teatre de l’Ocàs - Dir. T. Vilardell y M. Casamayor
- Quitt (Peter Handke) - Teatro Valle Inclán - Dir. Lluís Pasqual

### Series de televisión
- Mano de Hierro de Netflix (2024) como Manuel Manchado
- 30 monedas de HBO España (2020-2023) como el Padre Manuel Vergara
- Criminal: España de Netflix. 1 episodio (2019) como Carmelo Al Huzaini.
- La zona de #0, Movistar+. (2017) Protagonista. Como el inspector Héctor Uría.
- Descalç sobre la terra vermella (2013) Protagonista, como obispo Pere Casaldàliga.
- La princesa de Éboli de Antena 3 (2010)
- Todas las mujeres de TNT (2010)
- Laura (1998)

### Como director
- "El otro" (2024). Cortometraje presentado en el 28 Festival de Málaga.

## Premios y candidaturas
Festival Internacional de Cine de San Sebastián
| Año  | Categoría                      | Película                   | Resultado |
| ---- | ------------------------------ | -------------------------- | --------- |
| 2016 | Concha de Plata al mejor actor | El hombre de las mil caras | Ganador   |

Premios Goya
| Año  | Categoría                                   | Película                                  | Resultado |
| ---- | ------------------------------------------- | ----------------------------------------- | --------- |
| 1999 | Actor revelación                            | Los lobos de Washington                   | Nominado  |
| 2001 | Mejor interpretación masculina protagonista | Fausto 5.0                                | Ganador   |
| 2001 | Mejor interpretación masculina de reparto   | Son de mar                                | Nominado  |
| 2003 | Mejor interpretación masculina de reparto   | En la ciudad                              | Ganador   |
| 2004 | Mejor interpretación masculina protagonista | Cosas que hacen que la vida valga la pena | Nominado  |
| 2005 | Mejor interpretación masculina protagonista | El método                                 | Nominado  |
| 2010 | Mejor interpretación masculina de reparto   | Biutiful                                  | Nominado  |
| 2013 | Mejor interpretación masculina protagonista | Todas las mujeres                         | Nominado  |
| 2014 | Mejor interpretación masculina de reparto   | El Niño                                   | Nominado  |
| 2016 | Mejor interpretación masculina protagonista | El hombre de las mil caras                | Nominado  |
| 2018 | Mejor interpretación masculina de reparto   | Todos lo saben                            | Nominado  |
| 2019 | Mejor interpretación masculina de reparto   | Mientras dure la guerra                   | Ganador   |
| 2021 | Mejor interpretación masculina protagonista | Mediterráneo                              | Nominado  |
| 2024 | Mejor interpretación masculina protagonista | Marco                                     | Ganador   |

Fotogramas de Plata
| Año  | Categoría                 | Trabajo                    | Resultado |
| ---- | ------------------------- | -------------------------- | --------- |
| 2006 | Mejor actor de teatro     | Hamlet                     | Ganador   |
| 2008 | Mejor actor de cine       | Tres días con la familia   | Nominado  |
| 2016 | Mejor actor de cine       | El hombre de las mil caras | Ganador   |
| 2017 | Mejor actor de televisión | La zona                    | Nominado  |
| 2020 | Mejor actor de televisión | 30 monedas                 | Ganador   |
| 2023 | Mejor actor de televisión | 30 monedas T2              | Ganador   |

Premios de la Unión de Actores
| Año  | Categoría                        | Trabajo                                   | Resultado |
| ---- | -------------------------------- | ----------------------------------------- | --------- |
| 2025 | Mejor actor protagonista de cine | Marco                                     | Ganador   |
| 2012 | Mejor actor secundario de cine   | Una pistola en cada mano                  | Nominado  |
| 2010 | Mejor actor secundario de cine   | Biutiful                                  | Nominado  |
| 2008 | Mejor actor secundario de cine   | Tres días con la familia                  | Nominado  |
| 2005 | Mejor actor secundario de cine   | El método                                 | Ganador   |
| 2004 | Mejor actor protagonista de cine | Cosas que hacen que la vida valga la pena | Nominado  |
| 2003 | Mejor actor secundario de cine   | En la ciudad                              | Ganador   |

Medallas del Círculo de Escritores Cinematográficos
| Año  | Categoría              | Trabajo                                   | Resultado |
| ---- | ---------------------- | ----------------------------------------- | --------- |
| 2004 | Mejor actor            | Cosas que hacen que la vida valga la pena | Nominado  |
| 2005 | Mejor actor            | El método                                 | Nominado  |
| 2006 | Mejor actor secundario | Alatriste                                 | Nominado  |
| 2009 | Mejor actor secundario | Tres días con la familia                  | Nominado  |
| 2016 | Mejor actor            | El hombre de las mil caras                | Ganador   |
| 2019 | Mejor actor secundario | Mientras dure la guerra                   | Ganador   |
| 2021 | Mejor actor            | Mediterráneo                              | Nominado  |
| 2024 | Mejor actor            | Marco                                     | Ganador   |
| 2024 | Mejor actor            | El 47                                     | Nominado  |

Premios Platino
| Año  | Categoría                      | Película                   | Resultado |
| ---- | ------------------------------ | -------------------------- | --------- |
| 2017 | Mejor Interpretación Masculina | El Hombre de las Mil Caras | Nominado  |
| 2025 | Mejor Interpretación Masculina | Marco                      | Pendiente |

Premios Feroz
| Año  | Categoría                             | Película                   | Resultado |
| ---- | ------------------------------------- | -------------------------- | --------- |
| 2014 | Mejor actor protagonista              | Todas las mujeres          | Nominado  |
| 2015 | Mejor actor de reparto                | El niño                    | Nominado  |
| 2017 | Mejor actor protagonista              | El hombre de las mil caras | Nominado  |
| 2018 | Mejor actor protagonista de una serie | La zona                    | Nominado  |
| 2019 | Mejor actor de reparto                | Todos lo saben             | Nominado  |
| 2020 | Mejor actor de reparto                | Mientras dure la guerra    | Nominado  |
| 2020 | Mejor actor de reparto de una serie   | Criminal                   | Nominado  |
| 2021 | Mejor actor protagonista de una serie | 30 monedas                 | Ganador   |
| 2022 | Mejor actor protagonista              | Mediterráneo               | Nominado  |
| 2025 | Mejor actor protagonista              | Marco                      | Ganador   |

Festival de Cine Español de Málaga
| Año  | Categoría                       | Película                 | Resultado |
| ---- | ------------------------------- | ------------------------ | --------- |
| 2002 | Biznaga de Plata al Mejor actor | Smoking Room             | Ganador   |
| 2005 | Biznaga de Plata al Mejor actor | Hormigas en la boca      | Ganador   |
| 2009 | Biznaga de Plata al Mejor actor | Tres días con la familia | Ganador   |

Premios Gaudí
| Año  | Categoría                    | Película                 | Resultado |
| ---- | ---------------------------- | ------------------------ | --------- |
| 2025 | Mejor protagonista masculino | El 47                    | Ganador   |
| 2013 | Mejor actor secundario       | Una pistola en cada mano | Ganador   |
| 2011 | Mejor actor                  | La mosquitera            | Ganador   |
| 2010 | Mejor actor                  | Tres días con la familia | Nominado  |

Otros
- Premio a Mejor Actor en Lengua Española en los Premios Días de Cine 2013.
- Premio MAX al Mejor Actor Protagonista por Hamlet.
- Premio Cartelera Turia al Mejor Actor por “Cosas que hacen que la vida alga la pena”.
- Premio al mejor actor por “Cosas que hacen que la vida valga la pena” – Festival Internacional de comedia de Montecarlo.
- Premio Butaca como Mejor Actor por “En la ciudad”.
- Premio Butaca como mejor actor de cine por “Smoking Room”.
- Premio Ojo Crítico de Radio Nacional de España como mejor actor.
- Cuervo de Plata al Mejor Actor por “Fausto 5.0”. Festival de Cine Fantástico de Bruselas.
- Premio a la Mejor Interpretación Masculina por “Fausto 5.0”. Fantasporto 2002. Festival Internacional de Cine de Oporto.
- Premio Sant Jordi como Mejor Actor por Fausto 5.0.
- Premio al Mejor Actor por “Fausto 5.0”. Festival Internacional de Cine Fantástico de Sitges.
- Premio del Público por “Tot esperant Godot”.
- Premio Sant Jordi como Mejor Actor por Los lobos de Washington.
- Premio ONDAS al Mejor Actor por “Los lobos de Washington”.
- Premio de la Crítica de Barcelona por “La tempesta”.
- Premio al Mejor Actor de Teatro por “El rei Joan” y “Kràmpack”. Asociación de Actores y Directores de Cataluña.
- Premio al Mejor Actor por “Cosas que hacen que la vida valga la pena”. Festival Internacional de comedia de Barcelona.
- Premio Dias de Cine 2024 Mejor actor, por El 47, concedido anualmente por el programa de TVE, Días de Cine. [16]

A finales de diciembre de 2024 le fue otorgada la Medalla de Oro al Mérito en las Bellas Artes aprobada por el Consejo de Ministros, a propuesta del ministro de Cultura español.